# Brutal Sphincter
Brutal Sphincter est un groupe belge de death metal, originaire de Liège, dans la province de Liège. 

## Histoire
Le groupe est formé en 2012. Les membres expliquent que chacun d'entre eux tient un rôle (merchandising, réseaux sociaux, etc.). L'année après leur création, ils enregistrent et publient une démo auto-produite éponyme. Encore plus tard, ils sortent leur premier album, Dirty Jazz Bondage Club, en février 2015 au label Rotten Roll Rex, précédé par le morceau Creamy Bass Drop en janvier la même année.
En décembre 2017, le groupe se sépare de son guitariste Steve Rosati, et est remplacé par Roy (de Human Vivisection). Peu de temps après, ils s'attèlent à l'enregistrement de leur deuxième album, annoncé en avril 2018 sous le titre de Analhu Akbar pour une sortie à la fin du printemps ou au début de l'été là aussi chez Rotten Roll Rex. L'album sort finalement à la fin 2018 et remarquée par la presse spécialisée internationale,,,.
En mai 2022, Brutal Sphincter met en ligne le clip de The Art of Squirting, issu de leur premier album, Dirty Jazz Bondage Club, sorti en 2015.
Le groupe a participé à de nombreux festivals internationaux tels que Hellfest, MetalDays et l'Alcatraz Metal Festival (2023).

## Discographie

### Albums studio
- 2013 : Brutal Sphincter (démo)
- 2015 : Dirty Jazz Bondage Club (album)
- 2018 : Analhu Akbar (album)
- 2019 : Grind Over Sofia (split)
- 2022 : The Art of Squirting (Revisited) (single)
- 2025 : Unvaxxed Lives Matter (split)
- 2025 : Beatdown Syndrome (split)
- 2025 : Tony Hawk's pro choice 2022 (split)
- 2025 : Sphinct-Earth Society (album)